# Villa San Pietro
Villa San Pietro település Olaszországban, Szardínia régióban, Cagliari megyében. Lakosainak száma 2140 fő (2023. január 1.). Villa San Pietro Assemini, Pula, Sarroch és Santadi községekkel határos.

## Népesség
A település lakossága az elmúlt években az alábbi módon változott:
| Lakosok száma | 2103 | 2138 | 2140 |
|               | 2017 | 2018 | 2023 |